# 技術學院
技術學院（英語：Institute of technology），簡稱技院，是中華民國高等技職教育體系的教學機構。若辦學績優，經教育部評鑑審核通過，達到符合改名為科技大學之條件，技術學院始可改名為科技大學。技術學院的主要學制為四年制技術學院（簡稱四技）、二年制技術學院（簡稱二技），但有部分學校仍保留二年制專科學校（簡稱二專）、五年制專科學校（簡稱五專）。技術學院可設置研究所，培育碩士及博士等研究人才。

## 歷史
- 1974年，成立國立臺灣工業技術學院（現國立臺灣科技大學）成立，是臺灣第一間技術學院，建立完整之技術職業教育體系。
- 1990年，逐步廢除三專學制，改制為獨立學院或技術學院。
- 1991年，國立雲林技術學院（現國立雲林科技大學）成立，是臺灣第二間技術學院；同年，有67年歷史的國立屏東農業專科學校，改制為國立屏東技術學院（現國立屏東科技大學），是臺灣第一間經由專科學校改制的國立技術學院。
- 1994年，放寬職校及專校類科增設，並適度放寬校地限制；朝陽技術學院（現朝陽科技大學）成立，是臺灣第一間私立技術學院。同年8月1日，國立臺北護理專科學校與國立臺北工業專科學校改制為國立臺北護理學院（現國立臺北護理健康大學，首開先例的成為臺灣首間不含有技術二字的技術學院）與「國立臺北技術學院」（現國立臺北科技大學)，籌設國立高雄技術學院。
- 1995年，訂頒「績優專校改制技術學院附設專科部申請辦法」，政府開始鼓勵辦學績優之專科學校改制為技術學院，鼓勵各辦學績優之專科學校改制技術學院，再改名科技大學；「國立高雄技術學院」（現國立高雄科技大學)正式成立。
- 1997年，第一批由專科學校改制而成的技術學院，為國立高雄海洋技術學院（現國立高雄科技大學）、國立高雄科學技術學院（現國立高雄科技大學）、國立虎尾技術學院（現國立虎尾科技大學）、國立嘉義技術學院（現與嘉義師範學院合併為國立嘉義大學）、輔英技術學院（現輔英科技大學）、崑山技術學院（現崑山科技大學）、台南女子技術學院（現台南應用科技大學）、明新技術學院（現明新科技大學）、弘光技術學院（現弘光科技大學）和大華技術學院（現大華科技大學），而台南女子技術學院，除了是首間專收女性之技術學院之外，也開了技術學院在校名中另加飾名的先河。
- 2004年，高鳳技術學院（後更名高鳳數位內容學院）成立，為臺灣最新成立之技術學院。
- 2007年，中國海事商業專科學校改制為台北海洋技術學院，為臺灣最新一間由專科學校改制而成的技術學院。
- 2014年2月13日，高鳳數位內容學院宣布停辦，為臺灣高等教育少子化衝擊中「首間停辦」的大專院校。同年8月7日，永達技術學院亦宣布停辦。

## 學制
分為學士學位班、碩士學位班及博士學位班。
- 學士學位班
  - 四年制技術學院：招收高級職業學校、高級中學、綜合高中畢業生或具同等學歷（力）考生入學，修業為期四年，修業期滿成績及格者，可取得學士學位證書。
  - 二年制技術學院：招收專科學校畢業生或具同等學歷（力）考生入學，修業為期二年，修業期滿成績及格者，可取得學士學位證書。
- 碩士學位班
  - 招收大學校院及技術學院畢業生或具同等學力考生入學，修業期限一至四年。應修學分數（不含碩士論文學分）24學分以上。修畢應修課程，並提出論文通過考核，授予碩士學位。
- 博士學位班
  - 招收具有碩士學位者，修業期限二至七年。應修學分數18學分（不含論文學分）以上。修畢應修課程，並通過資格審查及論文考核，授予博士學位。

## 外部連結
- 中華民國教育部技職司 （页面存档备份，存于）
- 高教創新（原高教技職簡訊） （页面存档备份，存于）
- 技職校院課程資源網 （页面存档备份，存于）
- 技訊網 （页面存档备份，存于）